# Bethany Hall-Long
Bethany A. Hall-Long (* 12. listopadu 1963 Sussex County, Delaware) je americká politička, členka Demokratické strany, v lednu 2025 dva týdny guvernérka guvernérka státu Delaware.
V letech 2002 až 2008 působila jako členka delawarské Sněmovny reprezentantů. V letech 2008 až 2016 byla členkou delawarského Senátu. V letech 2017 až 2025 byla delawarská viceguvernérka. V letech 2020 až 2021 byla předsedkyní Národní asociace viceguvernérů. V roce 2024 kandidovala na funkci delawarského guvernéra, ale v primárních volbách ji porazil Matt Meyer.
Dne 7. ledna rezignoval na funkci guvernéra Delawaru dosavadní guvernér John Carney, aby se mohl ujmout funkce starosty Wilmingtonu. Hall-Longová se v tu chvíli z titulu viceguvernérky státu stala delawarskou guvernérkou. Ve funkci setrvala do 21. ledna, kdy ji nahradil zvolený Matt Meyer. Hall-Longová poté skončila i ve funkci viceguvernérky, když ji ve funkci nahradila Demokratka Kyle Evans Gay.